# Testel
Et testel er en samling af service i ens udformning, materiale og farve som kopper, tallerkener, kander og lignende genstande, der bruges til servering af te. Traditionelle dele i et testel afhænger af kulturer og samfundsklasser.
Ofte vil et testel indeholder følgende:
- Tekande
- Tekopper
- Underkopper
- Sukkerskål
- Skåle og/eller fade til servering